# Косенко Роман Миколайович
Рома́н Микола́йович Косе́нко (псевдо — Яшка Циганков; 28 лютого 1986 — 9 березня 2022, м. Ізюм, Харківська область, Україна) — український військовослужбовець, лейтенант підрозділу Сил спеціальних операцій Збройних Сил України, учасник російсько-української війни, який загинув під час російського вторгнення в Україну.

## Життєпис
Учасник Революції гідності.
Боровся з російськими окупантами на сході нашої держави з перших днів війни. Спочатку у складі Добровольчого Українського Корпусу «Правий сектор», де став командиром 2-го штурмового батальйону, а згодом у складі ССО ЗС України.
Загинув 9 березня 2022 року у м. Ізюмі на Харківщині в результаті ворожого авіанальоту. Його тіло залишилося під завалами будинку, зруйнованого потужним вибухом авіабомби. Евакуація останків відбулася 11 вересня 2022 року.
18 вересня 2022 року був похований на Алеї Слави Лісового кладовища у м. Києві.

## Нагороди
- орден Богдана Хмельницького II ступеня (17 листопада 2022, посмертно) — за особисту мужність і самовіддані дії, виявлені у захисті державного суверенітету та територіальної цілісності України, вірність військовій присязі[2];
- орден Богдана Хмельницького III ступеня (16 березня 2022) — за особисту мужність і самовіддані дії, виявлені у захисті державного суверенітету та територіальної цілісності України, вірність військовій присязі[3];
- орден «За мужність» III ступеня (17 травня 2019) — за значні особисті заслуги у захисті державного суверенітету та територіальної цілісності України, громадянську мужність, самовідданість у відстоюванні конституційних засад демократії, прав і свобод людини, вагомий внесок у культурно-освітній розвиток держави, активну волонтерську діяльність[4];
- народний герой України (2015).